# Голямо-Асеново
Голямо-Асеново (болг. Голямо Асеново) — село в Болгарии. Находится в Хасковской области, входит в общину Димитровград. Население составляет 271 человек.

## Политическая ситуация
В местном кметстве Голямо-Асеново, в состав которого входит Голямо-Асеново, должность кмета (старосты) исполняет Господин Тенев Радев (коалиция в составе 3 партий: Болгарская рабочая социал-демократическая партия (БСДП), Земледельческий народный союз (ЗНС), Союз свободной демократии (ССД)) по результатам выборов.
Кмет (мэр) общины Димитровград — Стефан Димитров Димитров (коалиция партий: Союз свободной демократии (ССД), Земледельческий народный союз (ЗНС), Болгарская рабочая социал-демократическая партия (БСДП), «Новые лидеры» (НЛ)) по результатам выборов.